# Batala (groupe)
Pour les articles homonymes, voir Batalla.

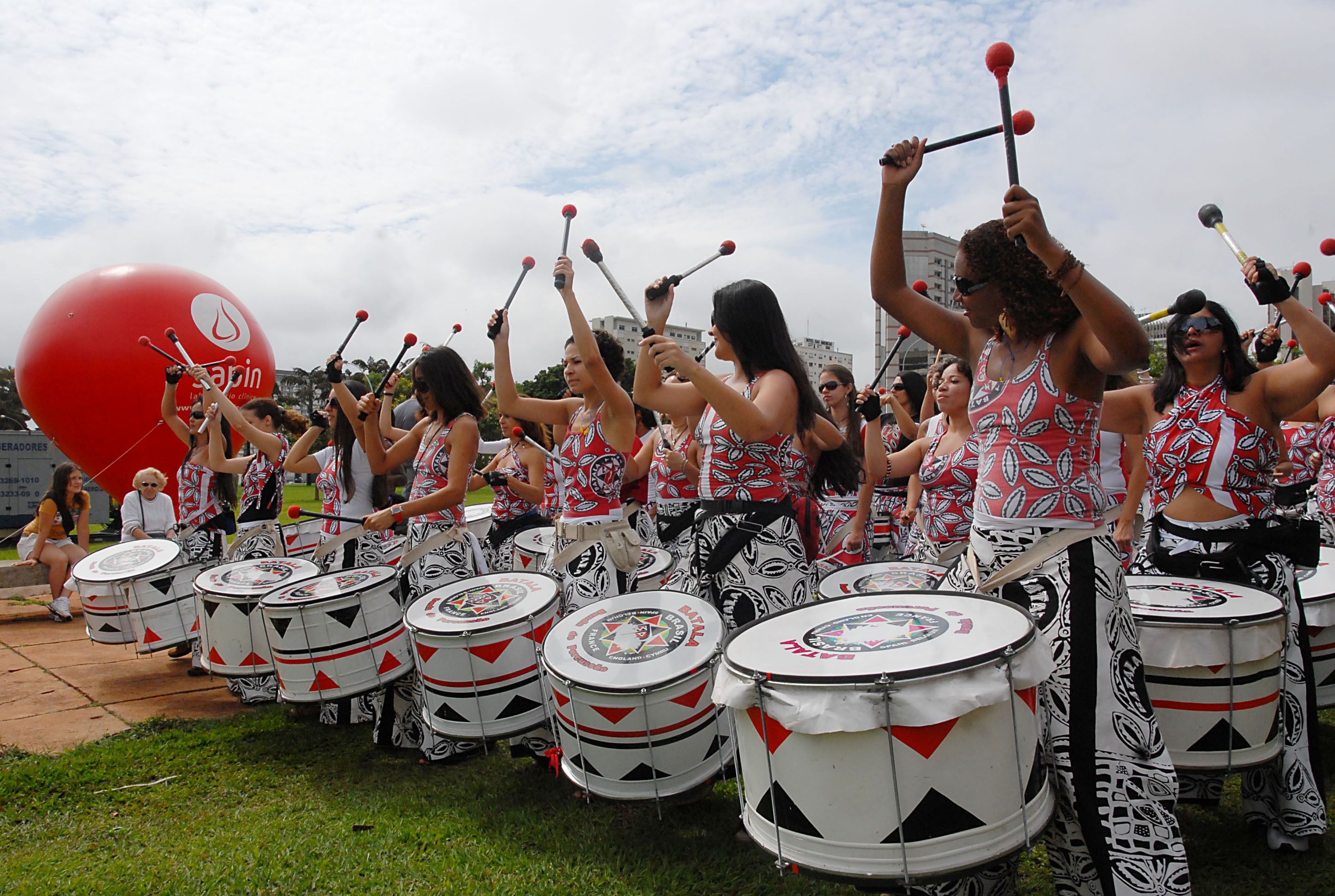
Batala drummers

Batala est un groupe international de samba-reggae originaire de Salvador de Bahia, au nord-est du Brésil.

## Historique et formations
Il est peut-être surprenant (ou pas) que Salvador, bien qu'ayant la plus grande population noire en dehors de l'Afrique, n'ait autorisé qu'en 1974 un groupe de noirs à se produire pendant son Carnaval. Le fondateur du bloco afro (pt) Ilê Aiyê n'y ayant pas été invité, participa néanmoins au carnaval. Contrairement à toute attente, il ne fut pas ennuyé par la police. Rapidement le reggae avec son message de rédemption des noirs et de solidarité, est devenu populaire à Bahia. En 1981, Neguinho do Samba (en), le directeur musical d'Ilê Aiyê travaille avec son nouveau groupe Olodum. Avec la présence de Jimmy Cliff qui vivait et travaillait à Salvador depuis plusieurs années, ils ont été le catalyseur pour le son reggae samba.
Batala a été lancé à Paris en 1997 par Giba Gonçalves, un percussionniste bahianais (Ilê Aiyê, Olodum, Muzenza (pt), Male Debale, Jimmy Cliff, Tupi Nago et Kaoma), étudiant la composition et guitare basse au Conservatoire de Paris et résidant à Paris. Dans le même temps son ami de longue date Alberto Pitta (ex directeur artistique de Olodum) a commencé son propre projet éducatif Instituto de Arte e Oya Educaçao avec des activités comme le Bloco Afro Cortejo Afro, une école de danse, de l'impression design sur textile, de la mode et de la capoeira. Cortejo Afro et Batala se partagent le même répertoire. Les membres de Batala, depuis 1999, viennent défiler chaque année au Carnaval de Salvador dans le bloco de Cortejo Afro.
En 2001, furent créés un groupe à La Rochelle et à Portsmouth. L'année suivante, Batala effectue son premier défilé au Carnaval de Notting Hill (avec 35 percussionnistes), à partir du groupe de Portsmouth. De nouveaux groupes Batala se sont formés : au Brésil (Brasilia), France (Batala Massif, à Paulhaguet en Auvergne), Espagne (Badajoz) et au Pays de Galles (Bangor et Bermo). Petit à petit d'autre groupe se créent : à Liverpool, à Lancaster, à Nantes, au Portugal, en Belgique (Bruxelles), en Autriche (Vienne), aux États-Unis (Washington DC), en Angola, en Afrique du Sud (Johannesburg) ainsi qu'en Guadeloupe (Batala Gwada) pour un total de 22 groupes dans 12 pays et sur 4 continents.

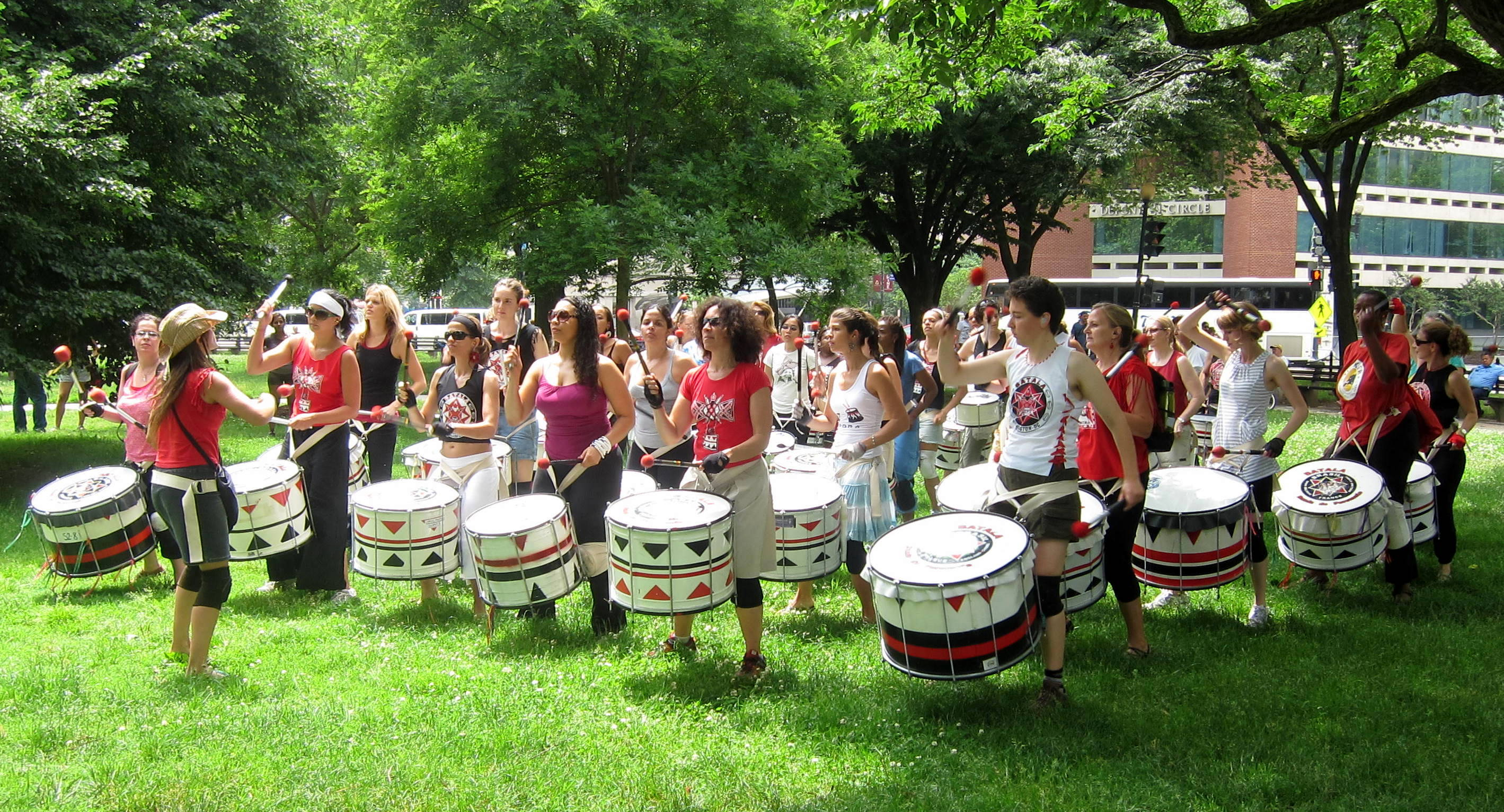
Batala drummers in Washington, D.C.

En plus d'apporter la musique authentique de Bahia et une culture à une plus large population, le groupe Batala avec un effectif mondial de plus de 1 500 joueurs de percussions a un besoin constant de nouveaux tambours, baguettes, ceintures, tee-shirts. Chaque année un nouveau costume est créé. Tous ces éléments sont réalisés à Salvador à l’Instituto Oya et à la Fabrica Batala en vertu d'un accord de commerce équitable. En outre, les membres de Batala qui fréquentent le Carnaval de Salvador reversent plus 15 000 livres à l’Instituto et la Fabrica ainsi que dans l'économie locale en payant la pension, les costumes, les ateliers et les répétitions du carnaval et le transport sur leur séjour de trois semaines. Les membres de Batala sont aussi impliqués dans de nombreuses activités sociales et éducatives avec les enfants qui sont organisées par l' Instituto Oya et le groupe Batala.
En raison du lien entre Cortejo Afro et Giba, dû à une longue amitié, et avec à peu près n'importe qui sur la scène de Bahia, Batala a eu la chance de travailler avec des artistes tels que Ilê Aiyê, Olodum, Daniela Mercury, Margareth Menezes, ou avec Neguinho do Samba (premier directeur musical d'Ilê Aiyê , fondateur de Olodum et du groupe féminin Dida), le parrain du bloco afro, qui, comme ouvrier métallurgiste, a eu l'idée de la faible profondeur du tambour typique de la samba de Bahia.
| Groupe                  | Pays                | Année de formation | Date de l'Encontro |
| Atenas                  | Grèce               | 2010               | 2017               |
| Luanda                  | Angola              | 2008               | -                  |
| Badajoz (anc. Iberica)  | Espagne             | 2004               | -                  |
| Bangor                  | Pasy de Galles      | 2003               | -                  |
| Barmouth (Bermo)        | Pays de Galles      | 2003               | 2009               |
| Brasilia                | Brésil              | 2003               | 2007               |
| Bruxelles               | Belgique            | 2002               | -                  |
| Geneva                  | Suisse              | 2015               | -                  |
| Gwada                   | France (Guadeloupe) | 2009               | 2010               |
| Houston                 | États-Unis          | 2013               | -                  |
| Londres                 | Angleterre          | 2010               | -                  |
| Johannesburg            | Afrique du Sud      | 2009               | -                  |
| Lancaster               | Angleterre          | 2006               | 2015               |
| La Rochelle             | France              | 2000               | 2004 & 2005        |
| Nantes                  | France              | 2002               | 2013               |
| New York City           | États-Unis          | 2011 - 2016        | -                  |
| New York                | États-Unis          | 2016               | -                  |
| Massif                  | France              | 2007               | 2011               |
| Mersey (anc. Liverpool) | Angleterre          | 2006               | 2006               |
| Paris                   | France              | 1997               | 2012               |
| Porto                   | Portugal            | 2006               | -                  |
| Portsmouth              | Angleterre          | 2001               | -                  |
| San Francisco           | États-Unis          | 2012               | 2016               |
| Sydney                  | Australie           | 2010               | -                  |
| Tilburg                 | Pays-Bas            | 2010               | -                  |
| Vienne                  | Autriche            | 2007               | -                  |
| Washington D.C.         | États-Unis          | 2007               | 2014               |